# La Maison Nucingen
La Maison Nucingen (Nucingen Haus) és una pel·lícula franco-romanesa-xilena dirigida per Raúl Ruiz Pino, estrenada el 2008. El guió es basa en una narració d'Honoré de Balzac.

## Argument
William, un jove aristòcrata expatriat a Xile a principis del segle xx, als anys 1920, juga al pòquer. Un vespre, va anar a una casa prop de Santiago. Decideix instal·lar-s'hi amb la seva dona que necessita descansar. Però el comitè d'acollida és força especial, format per personatges intrusius i Léonore, un fantasma.

## Repartiment
- Elsa Zylberstein : Anne-Marie
- Jean-Marc Barr : William Henry James III
- Laurent Malet : Bastien
- Audrey Marnay : Léonore
- Laure de Clermont-Tonnerre : Lotte
- Thomas Durand : Dieter
- Luis Mora : el doctor
- Miriam Heard : Ully
- Anna Sigalevitch (veu)
- Lolita Chammah (veu)
- Olivier Torres (veu)
- François Margolin (veu)